# San Félix (Caldas)
San Félix es una corregimiento colombiano del departamento de Caldas, bajo jurisdicción del municipio de Salamina. Ubicado a 25 km de su cabecera municipal Salamina y a 96.3  km de la capital Caldense: Manizales.  

## Economía
Es un corregimiento de estupenda tradición ganadera y agropecuaria debido a la fertilidad de sus tierras, San Félix fue llamado en un principio  “La despensa del norte de Caldas”, "El Paraíso del Norte Caldense", entre otros.
Su principal cultivo es la papa fina sabanera, tocarreña, criolla boyacense. Posee estanques de trucha para pesca deportiva y su destacada producción de queso y leche.

## Geografía
Su clima es frío, con una temperatura promedio de 14 °C presentando temperaturas en las madrugadas de verano, de hasta 0 °C.  
Su territorio posee el bosque Natural de palma de cera. 

## Historia
El centro poblado surgido a partir de la fuerte Colonización Boyacense que un comienzo habitaron la laguna de Tota y de algunos sectores de Chiquinquirá y Tunja, arquitectura similar a la colonial de Boyacá, paisaje ganadero, cultivos naturales de tierra fría a la usanza de la tierra originaria de sus colonos y bosque de palma de cera.
En la actualidad y gracias a una resolución del ministerios del medio ambiente que aprobó el aumento en la temperatura de 7 grados Celsius se cultiva plátano y yuca  